# 15e Grammy Awards
De vijftiende editie van de jaarlijkse uitreiking van de Grammy Awards vond plaats op 3 maart 1973 in Nashville en werd rechtstreeks uitgezonden door tv-zender CBS, en gepresenteerd door Andy Williams. Zoals gebruikelijk was er in Los Angeles tegelijkertijd een tweede ceremonie, waar de minder belangrijk geachte Grammy's (onder meer voor klassieke muziek en jazz) werden uitgereikt. Deze ceremonie werd niet op tv uitgezonden.
Het was voor het eerst (en meteen ook voor het laatst) dat de tv-uitzending van de Grammy Awards niet in New York of Los Angeles plaatsvond, maar in Nashville. Het was tevens voor het eerst dat CBS de uitzending verzorgde, nadat ABC het twee jaar had gedaan. CBS heeft sindsdien tot op de dag van vandaag de Grammy uitzendingen voor z'n rekening genomen.
De genomineerden en winnaars werden zoals gebruikelijk aangekondigd door verschillende gastpresentatoren. Voor het derde jaar deed de Amerikaanse groep Fifth Dimension dat op heel eigen wijze: de vijf leden zongen korte stukjes van de vijf genomineerde artiesten in de categorie Best New Artist.
"The First Time Ever I Saw Your Face" van Roberta Flack won twee belangrijke categorieën, Record of the Year en Song of the Year. In de tweede categorie ging de Grammy naar de componist van het nummer, Ewan MacColl. Het album Concert for Bangla Desh, met daarop de registratie van het beroemde benefietconcert voor Bangladesh in New York op 1 augustus 1971, won de prestigieuze Album of the Year categorie.
Een opvallende winnaar was Papa Was A Rollin' Stone van The Temptations. Het nummer won in de categorieën Best R&B Song, Best R&B Vocal Performance en Best R&B Instrumental Performance. Vooral de laatste categorie was opmerkelijk. Voor deze categorie hadden de organisatoren van de Grammy's de B-kant van de single genomineerd, die uit een lange instrumentale versie bestond. Paul Riser, die de instrumentale versie had gearrangeerd en de kenmerkende trombone-solo verzorgde, kreeg er een Grammy voor.
Dirigent Sir Georg Solti won de meeste prijzen, namelijk drie, voor zijn uitvoeringen van de 7e en 8e symfonieën van Mahler. De 8e symfonie, uitgevoerd op het album Mahler: Symphony No. 8 in E Flat (Symphony of a Thousand), won drie Grammy's; twee voor Solti en een voor de technici op het album.
Billy Preston, Roberta Flack, Aretha Franklin, Michel Legrand en The Temptations wonnen allen twee Grammy Awards.
Elvis Presley won zijn tweede Grammy in zijn carrière en het was opnieuw eentje in een Gospel-categorie. He Touched Me  kreeg een prijs voor Best Inspirational Album.
Komiek Bill Cosby kreeg zijn achtste Grammy in negen jaar in de categorie Best Comedy Recording (het enige jaar waarin hij tot dan toe géén Grammy had gewonnen was 1971 geweest).
Helen Reddy, die met haar single I Am Woman een Grammy won, zorgde voor enige ophef door in haar dankwoordje God te danken "omdat zij alles mogelijk heeft gemaakt".

## Winnaars

### Algemeen
- Record of the Year
  - "The First Time Ever I Saw Your Face" - Roberta Flack (uitvoerende), Joel Dorn (producer)
- Album of the Year
  - "The Concert for Bangla Desh" - Bob Dylan, George Harrison, Eric Clapton, Billy Preston, Leon Russell, Ravi Shankar, Ringo Starr & Klaus Voormann (uitvoerenden), Phil Spector en George Harrison (producers)
- Song of the Year
  - Ewan MacColl (componist) voor "The First Time Ever I Saw Your Face" (uitvoerende: Roberta Flack)
- Best New Artist
  - America

### Pop
- Best Pop Vocal Performance (zangeres)
  - "I am woman" - Helen Reddy
- Best Pop Vocal Performance (zanger)
  - "Without you" - Harry Nilsson
- Best Pop Vocal Performance (duo/groep)
  - "Where Is The Love - Donny Hathaway & Roberta Flack
- Best Pop Instrumental Performance
  - "Outta space" - Billy Preston
- Best Pop Instrumental Performance with Vocal Coloring (Voor hoofdzakelijk instrumentale muziek met achtergrondzang)
  - "Black Moses" - Isaac Hayes

### Country
- Best Country Vocal Performance (zangeres)
  - "The happiest girl in the whole USA" - Donna Fargo
- Best Country Vocal Performance (zanger)
  - "Charley Pride Sings Heart Songs" - Charley Pride
- Best Country Vocal Performance (duo/groep)
  - "Class of '57" - The Statler Brothers
- Best Country Instrumental Performance
  - "The Real McCoy" - Charlie McCoy
- Best Country Song
  - Ben Peters (componist) voor "Kiss an Angel Good Morning" (uitvoerende: Charley Pride)

### R&B
- Best R&B Vocal Performance (zangeres)
  - "Young, Gifted and Black" - Aretha Franklin
- Best R&B Vocal Performance (zanger)
  - "Me and Mrs. Jones" - Billy Paul
- Best R&B Vocal Performance (duo/groep)
  - "Papa Was A Rollin' Stone" - The Temptations
- Best R&B Instrumental Performance
  - "Papa Was A Rollin' Stone" - Paul Riser / The Temptations
- Best R&B Song
  - Barrett Strong & Norman Whitfield (componisten) voor "Papa Was A Rollin' Stone" (uitvoerenden: The Temptations)

### Folk
- Best Ethnic or Traditional Recording
  - "The London Muddy Waters Sessions" - Muddy Waters

### Gospel
- Best Gospel Performance
  - "L.O.V.E." - Blackwood Brothers
- Best Soul Gospel Performance 
  - "Amazing Grace" - Aretha Franklin
- Best Inspirational Performance
  - "He Touched Me" - Elvis Presley

### Jazz
- Best Jazz Performance (solist)
  - "Alone at Last" - Gary Burton
- Best Jazz Performance (groep)
  - "First Light" - Freddie Hubbard
- Best Jazz Performance (big band)
  - "Togo Brava Suite" - Duke Ellington

### Klassieke muziek
Vetgedrukte namen ontvingen een Grammy. Overige uitvoerenden, zoals orkesten, solisten e.d., die niet in aanmerking kwamen voor een Grammy, staan in kleine letters vermeld.
- Best Classical Performance (orkest)
  - Mahler: Symphony No. 7 in E Minor" - Georg Solti (dirigent)
  - Chicago Symphony Orchestra
- Best Classical Performance (zanger[es])
  - "Brahms: Die Schöne Magelone" - Dietrich Fischer-Dieskau
- Best Opera Recording
  - "Berlioz: Benvenuto Cellini" - Colin Davis (dirigent), Erik Smith (producer)
  - BBC Symphony Orchestra & diverse solisten
- Best Classical Performance (koor)
  - "Mahler: Symphony No. 8 in E Flat (Symphony of a Thousand)" - Georg Solti (dirigent)
  - Wiener Sangerknaben, Wiener Singverein, Vienna State Opera Chorus, Chicago Symphony Orchestra
- Best Classical Performance (instrumentale solist met orkestbegeleiding)
  - "Brahms: Piano Concerto No. 2 in B Flat" - Artur Rubinstein (solist)
  - Eugene Ormandy (dirigent); Philadelphia Orchestra
- Best Classical Performance (instrumentale solist zonder orkestbegeleiding)
  - "Horowitz Plays Chopin" - Vladimir Horowitz
- Best Chamber Music Performance (Beste kamermuziek)
  - "Julian and John" - Julian Bream & John Christopher Williams
- Best Classical Album
  - "Mahler: Symphony No. 8 in E Flat (Symphony of a Thousand)" - Georg Solti (dirigent), David Harvey (producer)
  - Wiener Sangerknaben, Wiener Singverein, Vienna State Opera Chorus, Chicago Symphony Orchestra

### Comedy
- Best Comedy Recording
  - "FM and AM" - George Carlin

### Composing and Arranging (Compositie en Arrangementen)
- Best Instrumental Composition
  - Michel Legrand voor "Brian's Song"
- Best Original Score Written for a Motion Picture or TV Special (Beste muziek geschreven voor film of tv)
  - Nino Rota (componist) voor "The Godfather"
- Best Instrumental Arrangement
  - Don Ellis (arrangeur) voor "Theme From The French Connection" (uitvoerende: Don Ellis Big Band)
- Best Arrangement Accompanying Vocals (Beste arrangement met zangbegeleiding)
  - Michel Legrand (arrangeur) voor "What Are You Doing the Rest of Your Life" (uitvoerende: Sarah Vaughan)

### Kinderrepertoire
- Best Recording for Children
  - "The Electric Company" - Bill Cosby & Rita Moreno (uitvoerenden); Christopher Cerf, Joe Raposo & Lee Chamberlin (producers)

### Musical
- Best Score From an Original Cast Album
  - "Don't Bother Me, I Can't Cope" - Micki Grant (componist); Jerry Ragovoy (producer)

### Hoezen
- Best Album Cover
  - Acy R. Lehman (ontwerper) & Harvey Dinnerstein (grafisch artiest) voor "The Siegel-Schwall Band" (uitvoerenden: The Siegel-Schwall Band)
- Best Album Notes (Beste hoestekst)
  - Tom T. Hall voor "Greatest Hits" (uitvoerende: Tom T. Hall)
- Best Album Notes (Classical)
  - James Lyons voor "Vaughan Williams: Symphony No. 2 (A London Symphony)" (uitvoerende: Andre Previn)

### Production and Engineering (Productie en Techniek)
- Best Engineered Recording (Non Classical) (Beste techniek op een niet-klassiek album)
  - Armin Steiner (technicus) voor "Moods" (uitvoerende: Neil Diamond)
- Best Engineered Recording (Classica) (Beste techniek op een klassiek album)
  - Gordon Parry & Kenneth Wilkinson (technici) voor "Mahler: Symphony No. 8 (Symphony of a Thousand)" (uitvoerenden: Georg Solti & Chicago Symphony Orchestra)

### Gesproken Woord
- Best Spoken Word Recording
  - "Lenny" - Bruce Botnick (producer)